# Crisobolla (1082)
La Crisobolla del 1082 è un importante editto bizantino emanato dall'imperatore Alessio I Comneno, concedente libero accesso ai porti delle diverse province dell'impero bizantino.

## Analisi storica

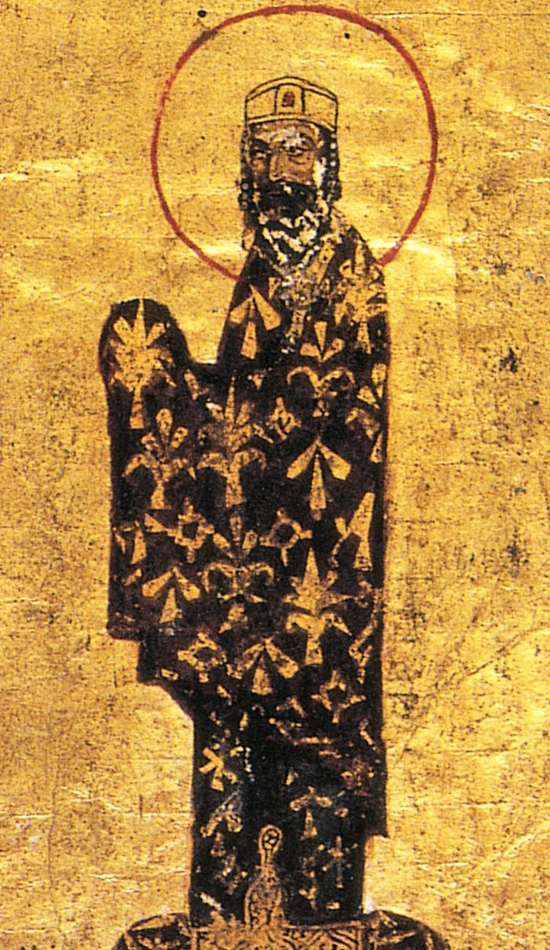
Alessio I Comneno.

Anticamente provincia dell'Impero bizantino, la Repubblica di Venezia si era progressivamente slegata dal controllo imperiale, divenendo di fatto uno stato indipendente già nel IX secolo. Nell'XI secolo buona parte dell'interscambio commerciale della Repubblica di Venezia gravitava sull'Impero bizantino, rendendolo sempre più dipendente dalle rotte veneziane.
Nel 1081, appena salito al trono, Alessio I Comneno si era trovato scomunicato da papa Gregorio VII e minacciato dai Normanni di Roberto il Guiscardo, che con il pretesto di sostenere il diritto al trono di Costantino Ducas, avevano invaso l'Epiro assediando Durazzo. La crescente minaccia normanna costrinse l'imperatore a chiedere l'intervento della potente flotta veneziana. Nel giugno dello stesso anno i Veneziani bloccarono le navi del Guiscardo all'interno del porto, costringendo prima il Guiscardo a trattare con loro e poi spingendolo ad attaccare, distruggendo la sua flotta nel corso di una breve battaglia navale. Mentre contemporaneamente la guarnigione bizantina sconfiggeva le truppe assedianti.
Tuttavia l'imperatore bizantino non disponeva della forza necessaria per scacciare definitivamente i Normanni, minacciato com'era lungo tutti i confini di un impero che, dopo la disastrosa sconfitta di Manzicerta, si trovava mutilo della sua più importante provincia: l'Anatolia. Così non fu possibile sfruttare appieno l'esito dell'intervento marittimo di Venezia. In breve Alessio si trovò incalzato dai Normanni, che, sconfittolo nell'ottobre del 1081 nella battaglia di Durazzo, occupavano Corfù, sconfiggendovi una flotta veneziana (periva nello scontro il figlio dello stesso Doge), e minacciando la stessa Grecia.

Di fronte alla propria debolezza militare Alessio Comneno doveva cercare quindi di mantenere assolutamente il legame coi propri alleati occidentali: l'imperatore tedesco Enrico IV e il doge veneziano Domenico Silvo. L'imperatore decise così di emanare la "crisobolla" nel maggio del 1082, concedendo ai Veneziani libero accesso ai porti delle diverse province dell'impero bizantino; così facendo, gli Amalfitani furono costretti a passare sotto il controllo veneziano. Vediamo così i Veneziani commerciare in tessuti provenienti da Bisanzio, e specialmente in quelle stoffe di seta che gli artisti di epoca romanica ritraggono nelle loro statue. 

## Contenuto
In seguito all'aiuto militare veneziano, nel maggio del 1082 l'imperatore bizantino Alessio I Comneno concesse alla Repubblica di Venezia diversi privilegi commerciali e onorifici nelle relazioni con l'Impero bizantino. I veneziani poterono quindi creare una colonia stabile a Costantinopoli e grazie all'esenzione dei dazi poterono incrementare i commerci con l'oriente.

### Commercio
Esenzione dai dazi nelle città di:
- Durazzo
- Valona
- Corfù
- Modone
- Corone
- Nauplia
- Corinto
- Atene
- Calcide
- Demetriade
- Tessalonica
- Peritherion
- Abido
- Rodosto
- Adrianopoli
- Selimbria
- Costantinopoli
- Focea
- Chio
- Efeso
- Strobilos
- Adalia
- Tarso
- Adana
- Mamistra
- Antiochia
- Laodicea

### Insediamenti veneziani nell'Impero Bizantino
- Concessione ai coloni veneziani del forno nei pressi della chiesa di San Acindino di Costantinopoli.
- Concessione a Costantinopoli di botteghe, del fondaco e di tre scali d'approdo posizionati sul Corno d'Oro.
- Concessione di un quartiere veneziano nei pressi della chiesa di Sant'Andrea a Durazzo. Durazzo era uno scalo fondamentale della via Egnatia che connetteva Venezia a Costantinopoli.

### Onorificenze
- Elevazione al rango di protosebastos del doge Domenico Silvo e dei suoi successori.
- Elevazione al rango di ypertimos al patriarca di Grado e ai suoi successori[2].
- Donazione annua in oro alla chiesa veneziana, in particolare la basilica di San Marco avrebbe ricevuto da ogni commerciante amalfitano risedente a Costantinopoli una somma annua di tre nomismata.

Con questo trattato l'imperatore rendeva il Ducato veneto il principale riferimento commerciale dell'Impero d'Oriente, gettando le basi della prosperità di Venezia e incrementando notevolmente il numero, la qualità e la ricchezza degli scambi commerciali bizantini, ma al contempo stringendo un legame talmente stretto con la sua ex-provincia, da finire sul lungo periodo per risultare soffocante per Bisanzio e provocare la reazione del nuovo basileus Giovanni II.